# Rivista Militare Russa
Rivista Militare Russa (in russo  Российское военное обозрение?; nota anche semplicemente come РВО ossia RVO) è un periodico mensile d’informazione e analisi militari sulle Forze armate della Federazione Russa. È una pubblicazione ufficiale che fornisce informazioni aggiornate sugli sviluppi militari russi. Questa rivista succede al Bollettino di informazioni militari (in russo  Вестник военной информации? – Vestnik voennoi informatsii) la cui uscita è stata interrotta nel 2003. La redazione del periodico ha sede a Mosca ed è edito dal Ministero della difesa.